# Гущка-Дужа
Гущка-Дужа (пол. Huszczka Duża) — село в Польщі, у гміні Скербешів Замойського повіту Люблінського воєводства. Населення — 102 особи (2011).

## Історія
За даними етнографічної експедиції 1869—1870 років під керівництвом Павла Чубинського, у селі переважно проживали польськомовні римо-католики, меншою мірою — греко-католики, які також розмовляли польською.
У 1975—1998 роках село належало до Замойського воєводства.

## Демографія
Демографічна структура станом на 31 березня 2011 року:
|          | Загалом | Допрацездатний вік | Працездатний вік | Постпрацездатний вік |
| -------- | ------- | ------------------ | ---------------- | -------------------- |
| Чоловіки | 55      | 7                  | 39               | 9                    |
| Жінки    | 47      | 5                  | 28               | 14                   |
| Разом    | 102     | 12                 | 67               | 23                   |